# Inline alpine slalom ai II World Skate Games
Le competizioni di inline alpine slalom ai II World Skate Games si sono svolte dal 9 al 12 luglio 2019 a Barcellona, in Spagna

## Podi

### Uomini
| Evento         | Oro             | Argento        | Bronzo     |
| Slalom         | Joerg Bertsch   | Miks Zvejnieks | Marco Walz |
| Slalom gigante | Miks Zvejnieks  | Moritz Doms    | Sven Ortel |
| Combinata      | Moritz Doms     | Joerg Bertsch  | Sven Ortel |
| Parallelo      | Manuel Zoerlein | Miks Zvejnieks | Sven Ortel |

### Donne
| Evento         | Oro             | Argento             | Bronzo           |
| Slalom         | Elena Boersig   | Claudia Wittmann    | Mona Sing        |
| Slalom gigante | Manuela Schmohl | Wanzke Ann-Krystina | Lara Kögel       |
| Combinata      | Mona Sing       | Elena Boersig       | Manuela Schmohl  |
| Parallelo      | Manuela Schmohl | Wanzke Ann-Krystina | Claudia Wittmann |

### Misto
| Evento         | Oro      | Argento | Bronzo     |
| Gara a squadre | Germania | Spagna  | Slovacchia |